# Ester Mazzoleni
Ester Mazzoleni (Sebenico, 12 marzo 1883 – Palermo, 17 maggio 1982) è stata un soprano italiano.
Nacque a Sebenico, in Dalmazia, figlia di due italiani autoctoni, Paolo e Filomena Rossini. 
La famiglia era una delle più ricche della città, tanto che il teatro principale di Sebenico era intitolato all'avo mecenate Francesco Mazzoleni. 
Questa intitolazione venne modificata solo nel 1945. Ester Mazzoleni aveva una sorella, Ida e due fratelli, Giovanni ed Enrico.
Dopo gli studi col soprano Amelia Pinto, esordì ne Il trovatore nel 1906 al Teatro dell'Opera di Roma dove il 24 marzo è Rachele ne L'ebrea diretta da Rodolfo Ferrari ed il 3 aprile Fricka nella prima di L'oro del Reno diretta da Ferrari con Giuseppe Borgatti e Giuseppe De Luca (baritono).
Nel 1907 è Loreley diretta da Cleofonte Campanini con Mansueto Gaudio al Teatro Regio di Parma.
La sua carriera fu eccezionale, esordendo nel 1908 come Isabella/Iguamota in Cristoforo Colombo (opera) diretta da Arturo Toscanini alla Scala di Milano seguita da Leonora nell'insuccesso de La forza del destino diretta da Toscanini con Rosa Raisa e da Giulia ne La Vestale (Spontini) con Emilio De Marchi (tenore), Riccardo Stracciari e Nazzareno De Angelis cantata anche nella prima al Palais Garnier di Parigi nel 1909 con De Marchi, Stracciari e De Angelis.  
Sempre alla Scala cantò alla prima esecuzione italiana della Medea di Luigi Cherubini con De Angelis, il 30 dicembre 1909. 
Nelle sue corde vi furono anche personaggi molto differenti, come Isotta e Norma cantata nel 1910 diretta da Ferrari con Edoardo Ferrari Fontana al Teatro Comunale di Bologna e nel 1912 al Teatro La Fenice di Venezia dove nello stesso anno è Elisabetta di Valois in Don Carlo diretta da Ferrari con Carlo Galeffi. 
Celebre rimane la sua Aida diretta da Tullio Serafin con Giovanni Zenatello, Maria Gay, Mansueto Gaudio e Giuseppe Danise, in occasione dell'apertura dell'Arena di Verona nel 1913. Ester Mazzoleni tornò acclamatissima nella città scaligera in occasione del cinquantenario dell'evento.
Sempre nel 1913 diretta da Ferrari a Bologna è una giovanetta nella prima di L'amore dei tre re con Giulio Crimi e Giselda ne I Lombardi alla prima crociata con Edoardo Garbin.
Sposò, nel 1925, un gentiluomo palermitano e si trasferì perciò a Palermo, andando a vivere in un grazioso villino in via Marchese Ugo che in seguito fu venduto e ora è scomparso. Dopo il matrimonio, annunciò il proprio ritiro dalle scene nel 1926.
Morì a Palermo il 17 maggio 1982 a novantanove anni.
In sua memoria è sorta a Palermo l'Associazione Amici dell'Opera Lirica "E. Mazzoleni"; essa ha istituito il premio Ester Mazzoleni "Una vita per la lirica", che viene assegnato ogni anno a prestigiose personalità del melodramma.

## Repertorio
| Ruolo                   | Titolo                         | Autore     |
| ----------------------- | ------------------------------ | ---------- |
| Norma                   | Norma                          | Bellini    |
| Dejanice                | Dejanice                       | Catalani   |
| Loreley                 | Loreley                        | Catalani   |
| Medea                   | Medea                          | Cherubini  |
| Lucrezia Borgia         | Lucrezia Borgia                | Donizetti  |
| Isabella di Castiglia   | Cristoforo Colombo             | Franchetti |
| Stephana                | Siberia                        | Giordano   |
| Rachele                 | L'ebrea                        | Halévy     |
| Santuzza                | Cavalleria rusticana           | Mascagni   |
| Valentina               | Gli ugonotti                   | Meyerbeer  |
| Sélika                  | L'africana                     | Meyerbeer  |
| Floria Tosca            | Tosca                          | Puccini    |
| Suor Angelica           | Suor Angelica                  | Puccini    |
| Giulia                  | La Vestale                     | Spontini   |
| Amazily                 | Fernando Cortez                | Spontini   |
| Elvira                  | Ernani                         | Verdi      |
| Giselda                 | I Lombardi alla prima crociata | Verdi      |
| Leonora                 | Il trovatore                   | Verdi      |
| Violetta Valéry         | La traviata                    | Verdi      |
| Duchessa Elena          | I vespri siciliani             | Verdi      |
| Amelia                  | Un ballo in maschera           | Verdi      |
| Donna Leonora di Vargas | La forza del destino           | Verdi      |
| Elisabetta di Valois    | Don Carlo                      | Verdi      |
| Aida                    | Aida                           | Verdi      |
| Mrs. Alice Ford         | Falstaff                       | Verdi      |
| Fricka                  | L'oro del Reno                 | Wagner     |
| Isotta                  | Tristano e Isotta              | Wagner     |

## Registrazioni
- Lebendige Vergangenheit - Ester Mazzoleni, 2009 Preiser